# 功能醫學
功能醫學 (英語：Functional medicine，簡稱FM) 是偽科學、是另類醫學的一種型式，涵蓋各種未經證實或已被證偽的方式及療法

。 
本質上，它是另類醫學、替代醫學 (CAM) 的洗白
 ， 可描述為一種「江湖庸醫」，（英語：Quackery）

。功能醫學不是醫學中的一種分科專科或分支領域。
美國的家庭醫師學會，認為「功能醫學」可能有害，將其內容排除於課程學分的資格。

## 沿革
《功能醫學》這個商業詞是化學博士布蘭德（Jeffrey Bland）在1991年發明的。他在1985年創立了一家健康食品產業的公司叫做「HealthComm」。1991年美國聯邦貿易委員會指控布蘭德及旗下 HealthComm和 Nu-Day Enterprises 公司不實廣告他們的產品可以改變消費者的新陳代謝來減肥。布蘭德支付罰款，並停止不再以業配式電視節目進行推銷。1995年，布蘭德及其公司又被聯邦貿易委員會告發，對多款減肥產品進行了虛假的宣傳，違反了和解協議
。
布蘭德夫婦在1993年，創立了「功能醫學研究所（Institute for Functional Medicine）」，這是HealthComm的一個部門，為功能醫學之濫觴。之後於 2001 年「功能醫學研究所」轉為為非營利組織，致力於推廣功能醫學。在2000年，HealthComm和Metagenics公司合併，布蘭德任董事長兼首席科學官，行銷保健品。HealthComm和Metagenics這兩家公司都多次被美國聯邦貿易委員會和美國食品藥物管理局調查和處罰。
暢銷偽科學書籍作者及博主，以偽科學「原始蔬食飲食法， Pegan diet」著名的海曼醫生則為傑出的功能醫學推廣者、把「功能醫學」的商業模式（販售健檢和保健品）運用極致，曾任功能醫學研究所主席。

## 內容
功能醫學的定義不明確，特徵是進行各種「昂貴且不必要的檢查」，把普遍存在的狀況說成是病態或亞健康，須要治療或「排毒」
。 功能醫學之定義的模糊性是一種刻意的策略，使得外界難以挑戰功能醫學
。 
功能醫學的業者強調 
- 識別導致疾病的體內潛在之不平衡或紊亂
- 改善亞健康，預防疾病
- 把 「人」 當作整體來看，維持體內之動態平衡
- 檢測即可清楚地了解病因所在，重建其內在平衡狀態，以達到最佳的健康狀態。而且功能醫學檢驗是檢測更進一步“無臨床症狀”器官功能的改變，
- 透過檢測瞭解個人的飲食習慣，精確的量身訂作個人化營養治療方案，改善客戶的問題。

功能醫學自詡是以科學為基礎的保健醫學，及早發現問題，找出「根本原因」。但其作法無非：飲食調整、營養補充劑、植物或藥草處方及其他類似的輔助療法。功能醫學在治療、實務及概念通常沒有醫學證據支持，功能醫學不是醫學中的一種分科專科或分支領域
 。
功能醫學的業者藉由貶低現有的醫學知識及模式，另外強調「前因」、「誘因」和「介質」的疾病概念之字眼。將這套概念對應健康問題的「根本原因」、「直接原因」以及「個別疾病的特定特徵」。再根據這些因素業者設計一個「矩陣」，作為所謂「個人化」治療的菜單
。 

## 具體作法
包含兩部分。第一部份是做各種所謂的「功能性」檢查，然後會診斷有這個病、有那個病（例如三高），或各種「失衡」（例如缺維他命D）。所以，第二部分就是買昂貴的保健品來防這個病、治那個病，補這個不足、防那個不夠。
```
例如「尿液有機酸(Organic Acid)」
尿液有機酸分析可以辨識大多數胺基酸、碳水化合物、嘌呤和嘧啶、神經傳導物質、膽固醇和脂肪酸代謝途徑的中間產物，尿液有機酸分析是一項重要的二線調查，
正經醫學
將之用於多種
遺傳
代謝疾病之分析
[
25
]
[
26
]
。
```

而功能醫學的業者則把尿液有機酸分析當成「身體運轉的效率指標」，分析出客戶須要昂貴的「營養補充品」，好在疾病發生前就對營養的缺陷而加以矯正。
『小心科學——別讓保健產業危害你的心智』一書指出：功能醫學、以及整合醫學和輔助醫學是「行銷術語，旨在混淆病人、宣傳偽科學，並煽動人們對主流醫學的不信任。」
有關「功能醫學」的「假醫學真行銷」本質，專門在揭露偽科學的網站「Science-Based Medicine」從2008年起已有數十篇相關文章，如2018年的「克利夫蘭診所的遺傳學專家呼籲，不要進行功能醫學毫無意義的基因檢測和補充劑處方」。
功能醫學的業者把對健康或疾病罕有影響的，非常常見的特定基因之變異（葉酸代謝基因 MTHFR 之單核苷酸多態性），當成「基因突變」，當成根本病因或將來可能因此生病，進而分析出客戶須要昂貴的「營養補充品」（功能醫學的專家認為葉酸代謝基因多態性變異會導致六十種以上的疾病，不過不擔心，專家有代言無毒天然的高級營養補充品）。其他例如：用唾液檢測分析壓力荷爾蒙，也是相同套路：「步驟一：檢測出異常、失衡、步驟二：他賣你買營養補充品」。
功能醫學所謂的“個人化醫療保健”不同於「精準醫學」，「精準醫學」是指“根據科學，個體對特定疾病的易感性、依生物學有不同預後，及對特定治療的反應，將個體劃分為不同的族群訂定治療方針”，而非將重點放在每個患者都得到不同的治療。更不是推各種維生素、礦物質和補充劑去對應「黃斑功能、降低膽固醇、抗氧化、改善胰島素敏感性、清除自由基、脂肪燃燒、調節新陳代謝、粒線體促進、糖尿病前期、心血管、神經系統和免疫功能」。
功能醫學藉由強調(推斷)個體受遺傳和環境影響而導致個人的生化、代謝功能也有個體差異，衍生到個人有不同的營養需求而推銷各種維生素、礦物質和補充劑產品。

## 評價
儘管有些「功能醫學」作的檢驗是正經醫學常作之項目，但是功能醫學所聲稱的診斷和治療，常不符合實證醫學，例如所謂的「腎上腺疲勞」 和多種「身體化學失衡」。再如，功能醫學領域的重要人物自然療師皮佐諾 (Joe Pizzorno) 聲稱，四分之一的美國人有重金屬中毒，需要排毒「治療」。此説法毫無科學證據。許多科學家表示，這類排毒療法只是浪費時間和金錢。另類醫學、功能醫學領域中的排毒也可稱之為「群體妄想」。  
「替代醫學如何使我們全變得愚蠢」一書作者批評「另類醫學」業界把舊的內涵重新洗白命名為「整體醫學」（integrative medicine）。
而到了1990 年代，又用新術語「功能醫學」代替整體醫學來作行銷。
```
醫院整合醫學（Hospital Medicine）為1996年起源於美國的新興醫學專科，不同於其他分科專科，醫院整合醫學是以整個住院體系作為其執業專科。而「功能醫學」強調的整合（integrative medicine），則是一種非科學的替代醫學。強調醫患關係，以「整個人體」的健康而不是疾病為中心。「功能醫學」的整合擅長將偽科學和未經證實的醫學模式“整合”到科學醫學中，例如“排毒”以及激素、維生素和營養素的“失衡”
```

自2014 年，美國家庭醫師學會取消「功能醫學」課程的學分，稱其部分療法「有害且危險」。2018 年，該學會解除了部分禁令，但只限其概述，而不開放其實際內涵。 
「功能醫學」業者對自己的定義則集合各常見的、合乎通俗的流行語、口號諸如：「處理根源而不是症狀控制」、
“以人為中心的照護”，“個人化醫療保健”和“傾聽人的聲音”，“針對疾病根源”達成內外身心靈間的動態平衡，以及自相矛盾的“整合最佳醫療做法”

- 所謂的「個人化醫療」乃便於業者不依實證的治療方法，而可以「根據患者的需要」，採用無實證的方法。
- 「初級預防」是標準醫學，但功能醫學裡的「注重根本原因」，意味功能醫學才擁有標準醫學缺乏的正見與辦法。
- 「生化個體性」是一過時口號，也是如今已名譽掃地的「正分子醫學」大劑量維生素療法的先驅。這說法是認為，由於每個人都有差異，每個人的維生素需求就有差異，因此人必須攝取大量的各種維生素，才能滿足每個人特定高於「正常」的需求。
- 「以病人為中心」則意味著其他醫生和標準醫學並不關心病人作為一個整體，卻只把病人作為一種疾病。這不過是個神話，用來合理化各種奇怪的多元化另類方法，從順勢療法到正分子療法乃至脊椎按摩療法等。
- 「動態平衡」訴諸耳熟能詳的陰陽、內在、外力概念，讓人忘了這些概念缺乏證據、無法證實、無法測量、無法科學客觀評論。
- 「處理根源而不是症狀控制」是一套補充劑可以用在全身抗氧化、降發炎、提昇免疫、改善體內微生物、代謝轉化、粒線體、荷爾蒙和神經傳導物質之各種失衡的話術。不可漏了排毒。
- 「促進器官潛能，改善亞健康」是新鮮詞，但其概念又毫無實際上的意義，又可包含從頭至腳。

以上是對於銷售使用缺乏實證的補充劑之合理化的必要說詞，這些說詞無須合乎生理學，不必有臨床試驗。

## 滲透到學術界
「功能醫學」宣稱人體內激素、神經傳導物質、氧化還原、解毒和生物轉化、免疫功能、發炎以及細胞結構存在有虛構的，或是猜測性的「失衡」。這些「失衡」的含義很模糊，可以用以指幾乎任何狀況，而當「功能醫學」的業者提到「失衡」時，通常也幾乎是在指從頭到腳各種狀況。「功能醫學」的基本原則定義模糊，以至於業者有極大的自由度來使用大量未經證實的方法。
功能醫學推薦的方法充斥著補充劑、飲食控制和「排毒」。這種類型的療法也深受江湖庸醫、脊椎按摩師和自然療師的青睞，功能醫學難與之作區別。功能醫學給客戶留下深刻印象的是一組套「高端」的檢查，當然，在不懂醫學或科學的人眼裡，一系列的檢查，如各種名稱奇特的血液成分，並配上聽來很高深的解釋來解釋結果，通常會令人印象深刻。往往是那些非常老練的人最容易被蒙蔽，因為他們自以為懂，但其實不懂。
「功能醫學」運用「稻草人論證」評擊正常醫學不把人體視為一個整體，評擊現代醫學不重視疾病的“根本病因”，而聲稱「功能醫學」卻可以針對根本，這當然是不正確的。
例如最著名的「功能醫學」業者，海曼醫生，他以「超級系列」為標記、有超級健康、超級預防、超級代謝、超級身心，超級簡單飲食、十日減肥餐多本暢銷書，他錯誤地聲稱自閉症是由粒線體疾病引起的，以及無根據斷定疫苗中的汞導致自閉症。克里夫蘭診所創立「功能醫學中心」以海曼醫生為執行長。這樣以醫學中心等級的主流醫療機構，卻開設「功能醫學中心」被描述為庸醫滲透到學術醫療中心的一個「不幸」的例子。實證醫學界對另類醫學滲透到主流學術醫學、醫學教育和醫學出版物進行了批評，指責各機構「將研究時間、金錢和資源從更有科學成果的研究領域脫離，去追求一種沒有生物學依據的理論。」
醫生兼藥商會被認為是不道德且存在利益衝突，以至於在大多數情況下都是非法的，但對於“功能醫學”和多數替代醫學業者來說，像海曼醫生這樣的統合生產和銷售給病人的補充劑，甚至冠名補充劑，卻是普遍現象。「功能醫學」披著科學的外衣，卻帶明顯的宗派主義特徵：對一疾病的治療方法多種多樣，而缺乏療效證據，將疾病一律定義為身體與自然脫節，定義含糊不清的胡言亂語和堆砌描述性的詞彙。

## 外部連結
- 《懷疑論者詞典》英語
- 功能醫學：特洛伊木馬
- 功能醫學：真功能，假醫學
- 功能跛腳的醫學：為什麼功能醫學毫無功能